# Vladyslav Buchov
Vladyslav Serhijovyč Buchov (in ucraino Владислав Сергійович Бухов?; trasl. angl.: Vladyslav Serhiyovych Bukhov; Donec'k, 5 luglio 2002) è un nuotatore ucraino, specializzato nello stile libero.

## Biografia
Si è messo in mostra a livello giovanile vincendo il bronzo nei 50 e 100 m stile libero agli europei giovanili di Kazan' 2019 e l'oro nei 50 m stile libero ai mondiali giovanili di Budapest 2019.
Agli europei in vasca corta di Glasgow 2019 ha realizzato il record nazionale nella staffetta 4x50 metri stile libero, assieme a Bogdan Kasian, Sergii Shevtsov e Ihor Troianovsky, grazie al tempo di 1'34"42.
Ha rappresentato l'Ucraina ai Giochi olimpici estivi di Tokyo 2020, terminando all'11º posto nei 50 m stile libero.
Ai campionati europei di nuoto di Roma 2022 ha stabilito il primato nazionale nella staffetta 4x100 m stile libero maschile con il tempo di 3'15"94, assieme a Sergii Shevtsov, Illya Linnyk e Valentyn Nesterkin. Nel 2024, a Doha, conquista la sua prima medaglia d'oro ai campionati mondiali vincendo i 50 m stile libero. Nello stesso anno e nella medesima specialità arriva terzo agli europei di Belgrado.

## Palmarès
- Mondiali

Doha 2024: oro nei 50m sl.
- Europei

Belgrado 2024: bronzo nei 50m sl.
- Mondiali giovanili

Budapest 2019: oro nei 50m sl.
- Europei U23

Dublino 2023: oro nei 50m sl swim-off, bronzo nei 50m sl.
Šamorín 2025: argento nei 50m sl e nei 50m farfalla.
- Europei giovanili

Kazan' 2017: bronzo nei 50m sl, bronzo nei 100m sl.